# Odd Fellows
 (janvier 2021).
Les loges d'Oddfellows ou Odd Fellows sont des sociétés amicales qui prétendent généralement être parmi les plus anciennes du monde. Elles furent parmi les premières à former des réseaux d'organismes locaux appelés « loges » et regroupés en « Grandes loges » rayonnant dans toute l'Angleterre à partir du milieu du XVIIIe siècle, d'une manière un peu similaire à ce que pratiquaient les loges maçonniques anglaises depuis 1717. Comme les loges maçonniques, elles se réclament d'une origine légendaire remontant bien avant, jusqu'aux Guildes du Moyen Âge, l'occupation de la Grande-Bretagne par les Romains, voire la déportation des Hébreux à Babylone.
Principalement anglaises ou américaines, elles furent créées pour la protection de leurs membres dans le besoin à une époque où la protection sociale n'existait pas. Elles prennent la forme d'associations non commerciales. Appartenant ainsi à leurs membres plutôt qu'à des actionnaires, elles leur reversent ce qu'elles gagnent sous la forme de services et d'aides. Tous les membres et leurs familles ont accès aux services de soin de l'association. Elles organisent également des collectes de fonds pour les œuvres caritatives locales et nationales.

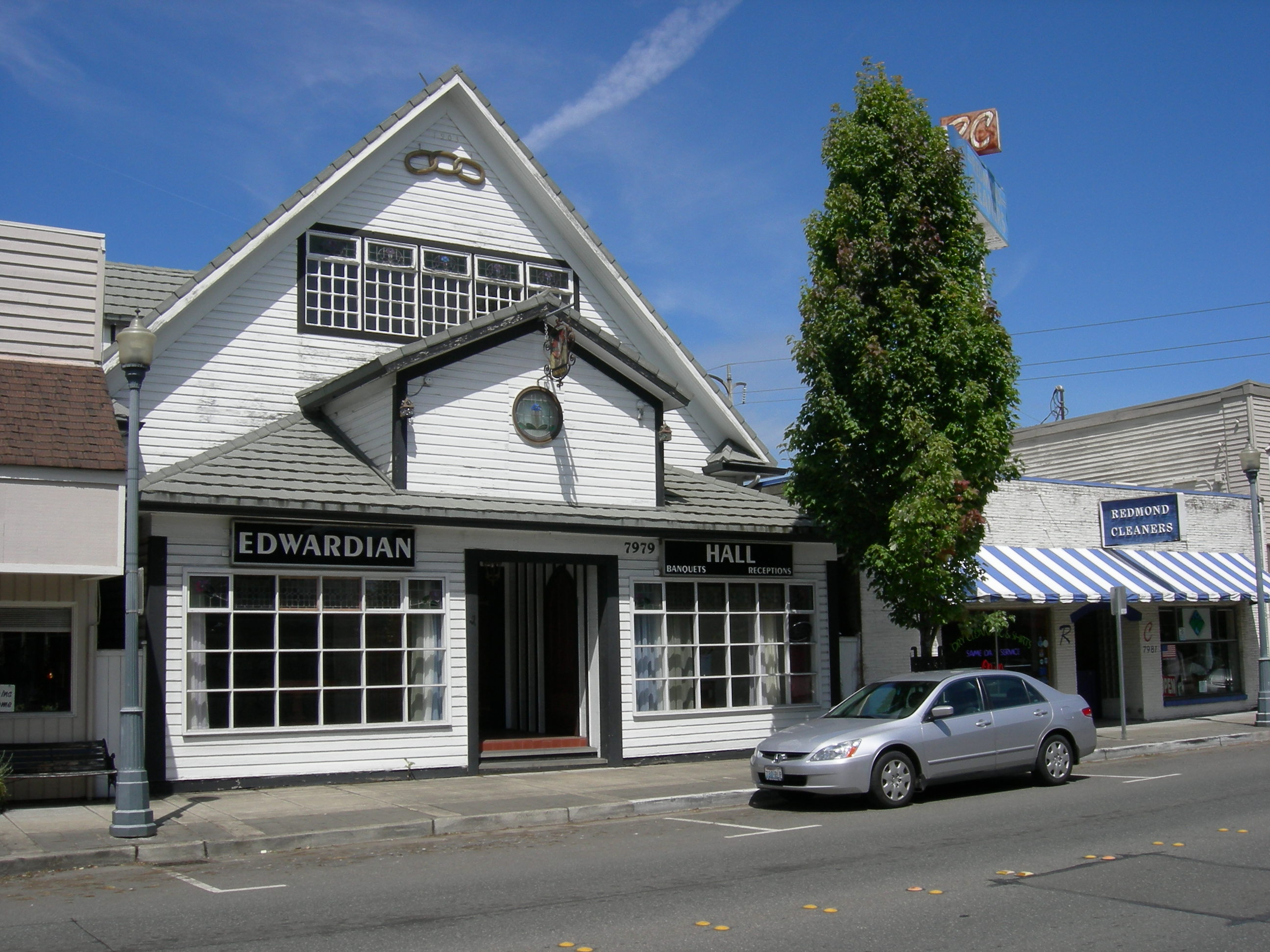
Edwardian Hall, ancien hall des Odd Fellows de Redmond (Washington).

## Histoire

### Sociétés fraternelles et guildes
D'après la légende, les origines des sociétés fraternelles remonteraient à l'époque ou les hébreux rentrèrent de leur exil à Babylone en -587.
Plus vérifiable est l'évolution des guildes. Au XIIIe siècle, les guildes de marchands étaient bien établies et prospères. Durant le XIVe siècle, les « maîtres » des guildes auraient restreint l'accès à celles-ci pour protéger leurs privilèges. Par contrecoup, les « compagnons » (fellows), moins expérimentés et moins riches, auraient constitué leurs propres guildes.

### LesOdd Fellows
Dans les villages et les petites villes, il n'y avait pas suffisamment de compagnons d'un même métier pour permettre la création d'une guilde locale. C'est pourquoi plusieurs métiers différents se sont rassemblés pour former des guildes de compagnons provenant de différents métiers, donc des guildes de compagnons « dépareillés », en anglais « Odd Fellows ».
Au cours des 300 années suivantes, l'idée de gens n'appartenant ni à la noblesse ni au clergé rassemblant leurs forces pour améliorer leur situation souleva diverses oppositions, voire persécutions, de la part du pouvoir en place. Ce fut le cas par exemple lorsque le roi Henri VIII d'Angleterre se sépara de l'Église catholique romaine: les guildes furent alors considérées comme soutenant le Pape et en 1545 tous leurs biens furent confisqués. Élisabeth Ire leur retira la responsabilité de l'organisation de l'apprentissage et à la fin de son règne, la plupart des guildes avaient disparu.

### Les loges deOddfellows
La suppression des guildes marqua la fin d'une importante forme de protection sociale et financière pour les hommes et femmes ordinaires. Dans les principales cités, telles que Londres, quelques guildes (comme celles des francs-maçons et celles des Odd Fellows) réussirent à survivre en s'adaptant et en modifiant leur fonctionnement.
Les plus anciennes règles connues pour les loges de Oddfellows remontent à 1730 et à la loge « Aristarcus » de Londres. Aujourd'hui encore, beaucoup de pubs britanniques portent le nom The Oddfellows ou Oddfellows Arms. Il s'agit toujours d'anciens lieux de réunion de loges deOddfellows.

### Évolution
Une conséquence de la Glorieuse Révolution de 1688, qui vit le protestant Guillaume III d'Angleterre remplacer le roi catholique Jacques II d'Angleterre (Jacques VII d'Écosse), fut la scission au milieu du XVIIe siècle entre l'« Ordre des Oddfellows patriotiques » (The Order of Patriotic Oddfellows), basé dans le sud de l'Angleterre et soutenant Guillaume, et l'« Ordre ancien des Oddfellows » (The Ancient Order of Oddfellows) basé dans le nord et favorable aux Stuarts. En 1789, ces deux ordres se réunirent de nouveau pour former le « Grand Ordre uni des Oddfellows » (Grand United Order of Oddfellows) (à ne pas confondre avec le Grand United Order of Odd Fellows fondé aux États-Unis en 1943).
La Révolution française amena les cours d'Europe à considérer avec méfiance les Oddfellows comme les francs-maçons. De plus, de nombreuses sociétés amicales (Friendly societies) comme celle des Oddfellows inspirèrent au XIXe siècle la naissance des syndicats, ce qui augmenta la défiance des pouvoirs en place.

### The Independent Order - Manchester Unity
En 1810, des membres des Oddfellows de la région de Manchester, insatisfaits de la manière dont les affaires de l'« ordre uni » étaient conduites, formèrent un ordre indépendant dénommé « Manchester Unity ». Ils encouragèrent beaucoup d'autres loges à travers le pays à quitter le « Grand Ordre uni » et à les rejoindre.
Ils introduisirent en particulier de nouveaux avantages pour leurs membres. Notamment le Travel Warrant, qui permettait aux membres qui recherchaient du travail à passer la nuit dans les locaux de l'ordre, gratuitement, n'importe où dans le pays. Ils instaurèrent aussi des programmes de protection sociale mutuelle permettant à leurs membres malades de couvrir leurs frais de consultation médicales ou d'hospitalisation.

### L'indépendance du mouvement américain
Les Oddfellows se sont répandus aux États-Unis au début du XIXe siècle: Plusieurs loges informelles existaient déjà à New York lorsque la branche américaine de l'ordre fut officiellement fondée à Baltimore en 1819 par Thomas Wildey et affiliée dès l'année suivante à l'ordre Manchester Unity.
En 1834, les Tolpuddle Martyrs, des membres de la société amicale des laboureurs du comté de Dorset, furent déportés en Australie après s'être mis en grève sous l'accusation d'appartenance à une « société amicale illégale ». Le bureau directeur des Oddfellows de Manchester modifia alors à la hâte la constitution et les rituels de leur ordre afin d'éviter un sort similaire à leurs membres. Les membres américains, eux, n'acceptèrent pas ces modifications faites pour satisfaire le gouvernement britannique qu'ils avaient combattu pendant la guerre d'indépendance des États-Unis. Ils déclarèrent donc leur indépendance sous le titre de Independent Order of Odd Fellows.

### Le temps de la légitimité au Royaume-Uni
Au Royaume-Uni, les Oddfellows continuèrent d'être regardés avec suspicion par le pouvoir et à plusieurs reprises, jusqu'en 1850, plusieurs aspects de son activité furent déclarés illégaux. Ceci n'empêcha pas l' Independent Order of Oddfellows Manchester Unity Friendly Society de devenir en 1850 la société amicale la plus importante et la plus riche de Grande-Bretagne. Cette croissance était le résultat de la Révolution industrielle, de l'absence de syndicats, et du manque de protection sociale.
En 1911, lorsque le gouvernement libéral mit en place le National Insurance Act, les Oddfellows britanniques protégeaient tant de gens qu'ils étaient devenus la société amicale la plus importante du monde et que le gouvernement reprit leurs tables de calcul des contributions et des remboursements.

## La protection sociale d'état et lesOddfellowsmodernes
L'instauration d'une protection sociale mise en place par les états, notamment après la Seconde Guerre mondiale, a obligé les Oddfellows à évoluer. Au Royaume-Uni, l'ordre s'est spécialisé dans la gestion de produits financiers au cours de la seconde moitié du XXe siècle. En 1996, il prit la décision de quitter cette activité et de se concentrer sur l'aide sociale et caritative en direction de ses membres, particulièrement les personnes âgées et les handicapés.

## Extension internationale du mouvement
Le modèle des Oddfellows fut exporté par les émigrants dans l'ensemble du Commonwealth et du Nouveau Monde. Aujourd'hui, on trouve des Oddfellows dans de très nombreux pays, notamment en Australie, Nouvelle-Zélande, Afrique du Sud et aux Antilles. L'ordre américain a établi des loges en Allemagne, Islande, Danemark, Belgique, Suède, Finlande, Estonie, Pays-Bas et dans de nombreux autres pays d'Europe continentale.

## Liste de quelques ordres d'Odd Fellows
Royaume-Uni
- Order of Patriotic Oddfellows.
- Ancient Order of Oddfellows.
- Grand United Order of Oddfellows (1789).
- Manchester Unity of Oddfellows (1810).
- Independent Order of Oddfellows Manchester Unity (1850).

États-Unis
- Independent Order of Odd Fellows (IOOF), fondé en 1819 à Baltimore et affilié au Manchester Unity en 1820. Indépendant depuis les années 1830.
- Grand United Order of Odd Fellows in America (GUOOFA) fondé en 1843.

Australie
- The Independent Order of Odd Fellows (IOOF).
- The Grand United Order of Odd Fellows (GUOOF).
- The Manchester Unity Order of Odd Fellows (MUOOF).